# Ivan Krasko
Pour les articles homonymes, voir Krasko.
 (9 août 2025).
Le texte peut changer fréquemment, n’est peut-être pas à jour et peut manquer de recul. N’hésitez pas à participer, en veillant à citer vos sources.
Ivan Ivanovitch Krasko (en russe : Ива́н Ива́нович Краско́), né Ivan Ivanovitch Bakhvalov (Иван Иванович Бахвалов) à Vartémiagui (en finnois : Vartemäki) dans l'oblast de Léningrad (RSFSR, URSS) le 23 septembre 1930 et mort le 9 août 2025 à Saint-Pétersbourg (Russie), est un acteur soviétique puis russe, de théâtre et cinéma, artiste du peuple de la fédération de Russie (1992). 

## Biographie
Ivan Krasko nait le 23 septembre 1930 dans le village de Vartemäki (oblast de Léningrad), dans la famille d'Ivan et Anastasia Bakhvalov. Orphelin à l'âge de cinq ans, il est élevé par sa grand-mère, puis, il est adopté par son oncle maternel Ivan Krasko qui lui donne son nom de famille.
En 1953, Ivan Krasko sort diplômé de l'école navale supérieure de Léningrad et devient capitaine d'une embarcation de débarquement de la flotte de Danube. Il sera démobilisé avec le grade de capitaine-lieutenant. Après deux ans d'études à la faculté de philologie de l'université de Léningrad, il transfère son dossier universitaire à l'institut de théâtre Alexandre Ostrovski de Léningrad et en sort diplômé en 1961. Il intègre la troupe du Grand Théâtre dramatique académique léningradois dirigé alors par Gueorgui Tovstonogov.
Sa carrière au cinéma commence en 1961, avec le petit rôle dans Le Ciel de la Baltique de Vladimir Venguerov. Pendant un certain temps il doit se contenter de simples apparitions à l'écran, puis il se fait remarquer dans le téléfilm en trois épisodes Sergent de milice d'Herbert Rappaport en 1974. Il travaille aussi dans le doublage.
En 1969, Ivan Krasko devient acteur du théâtre dramatique de l'État russe nommé d'après Vera Komissarjevskaïa de Léningrad.
En 2009, parait le livre d'Ivan Krasko Mon ami Petr Shelokhonov (Мой друг Пётр Шелохонов) consacré à son collègue et ami Petr Chelokhonov publié en Russie et aux États-Unis. En 2010, il publie le livre autobiographique Racontars, mais pas seulement (Байки. И не только),,.

### Famille
Ivan Krasko est le père de l'acteur Andreï Krasko.
- Première épouse (de 1951 à 1955) - Ekaterina Ivanova, une fille prénommée Galina est née dans ce mariage.
- Deuxième épouse (de 1956 à 1997) - Kira Petrova (décédée en 1997), une enseignante. Dans ce mariage naissent deux enfants, Andreï (1957-2006) et Julia Svekrovska-Krasko (née en 1966).
- Troisième épouse (de 2001 à 2011) - Natalia Vial (née en 1977), conceptrice de costumes du théâtre  Vera Komissarjevskaïa (Saint-Pétersbourg), dans ce mariage naissent les jumeaux Ivan et Fedor.
- Quatrième épouse (de 2015 à 2018) - Natalia Chevel (née le 2 novembre 1990 à Sébastopol), élève d'Ivan Krasko, de 60 ans sa cadette.

## Filmographie partielle
- 1960 : Le Ciel de la Baltique (Балтийское небо) de Vladimir Venguerov : épisode
- 1966 : Dans la ville de S (В городе С) de Iossif Kheifitz : écrivain
- 1981 : La Vérité de lieutenant Klimov (Правда лейтенанта Климова) d'Oleg Dachkevitch : Capitan
- 1985 : Le Fabuleux voyage de monsieur Bilbon Sacquet, le Hobbit (Сказочное путешествие мистера Бильбо Беггинса Хоббита) de Vladimir Latychev : Gandalf
- 1996 : Le Retour du cuirassé (ru) (Возвращение «Броненосца») de Guennadi Poloka : épisode
- 2005 : Le Maître et Marguerite (Мастер и Маргарита) téléfilm de Vladimir Bortko : chauffeur de taxi
- 2009 : Tarass Boulba (Тарас Бульба) de Vladimir Bortko : Kassian Bovdioug